# Gare de Bakhtchyssaraï
La gare de Bakhtchyssaraï (Бахчисарай (станція) ; russe : Бахчисарай (станция)) est une gare ferroviaire de Crimée située sur le territoire de la ville de Bakhtchyssaraï.

## Histoire
La gare fut mise en service en 1875 sur la ligne Lozovo-Sébastopol.

## Service des voyageurs

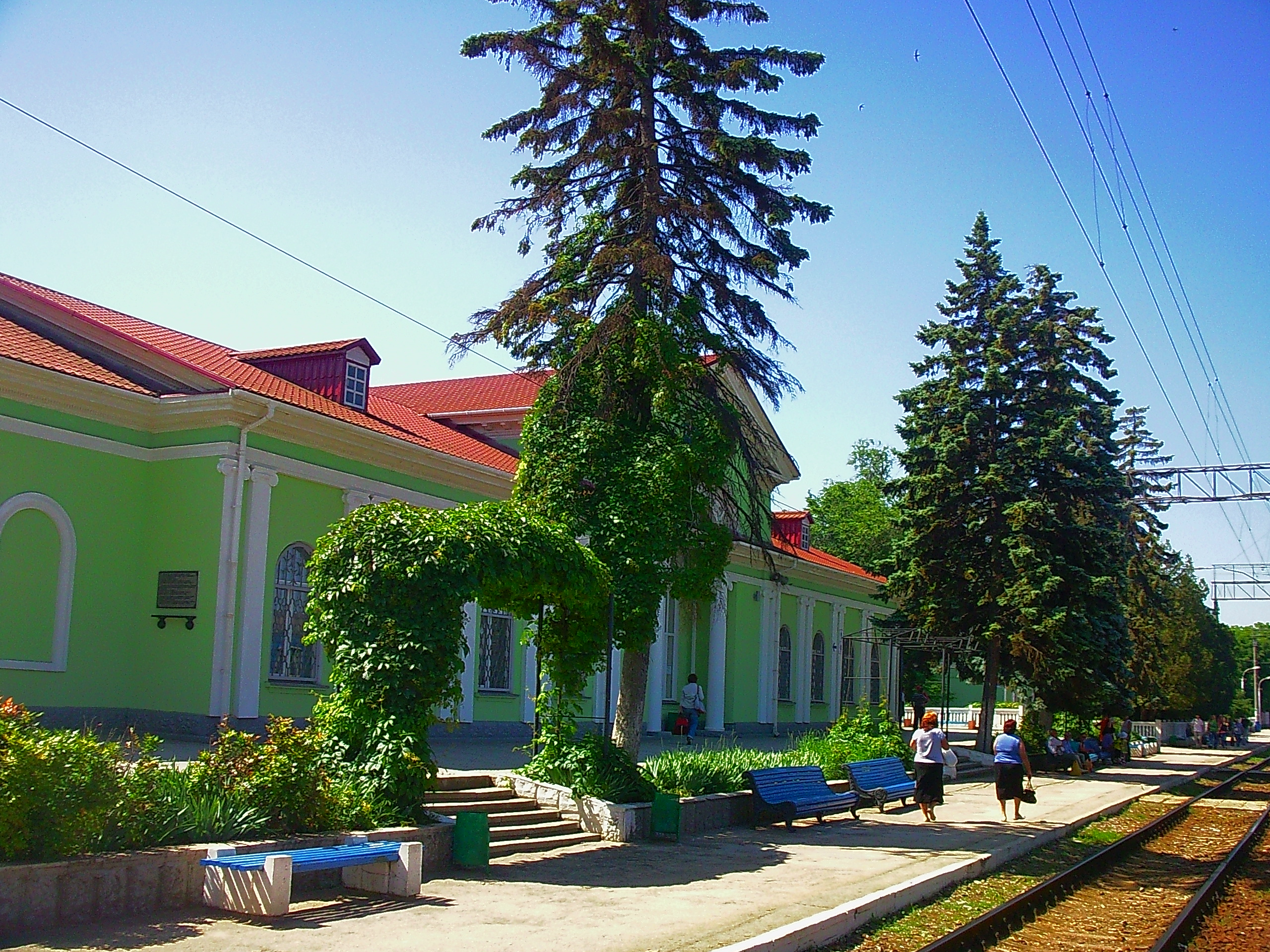
Depuis les quais.